# Zapotitlán Tablas
Zapotitlán Tablas es una localidad del estado mexicano de Guerrero, cabecera del municipio homónimo. 

## Toponimia
El nombre Zapotitlán proviene del náhuatl se interpreta como "junto con los zapotes".

Cecilio Robelo, en su obra «Sinopsis Toponímica Nahoa» señala que en nombre Zapotitlan, o como indica que es la forma más correcta Tzapotitlan, significa "entre los árboles de zapote".

## Geografía
La localidad está ubicada en la posición 17°25′22″N 98°46′54″O / 17.42278, -98.78167, a una altitud de 1804 m s. n. m.
Según la clasificación climática de Köppen, el clima corresponde al tipo Aw - Tropical seco.

## Demografía
Cuenta con 1912 habitantes lo que representa un incremento promedio de 1.1% anual en el período 2010-2020 sobre la base de los 1713 habitantes registrados en el censo anterior. Ocupa una superficie de 0.7959 km², lo que determina al año 2020 una densidad de 2402 hab/km².
| Gráfica de evolución demográfica de Zapotitlán Tablas entre 2000 y 2020 |
|                                                                         |
| Fuente: Instituto Nacional de Estadística Geografía e Informática       |

En el año 2010 estaba clasificada como una localidad de grado alto de vulnerabilidad social.
La población de Zapotitlán Tablas está mayoritariamente alfabetizada (8.26% de personas analfabetas al año 2020) con un grado de escolarización en torno de los 9 años. El 83% de la población es indígena.